# Scrope Howe (1er vicomte Howe)
Scrope Howe, 1er vicomte Howe (novembre 1648 - 26 janvier 1713) de Langar Hall, Nottinghamshire est un homme politique anglais. Il est député de Nottinghamshire de 1673 à 1685, de janvier 1689 à 1691 et de 1710 à 1713.

## Biographie

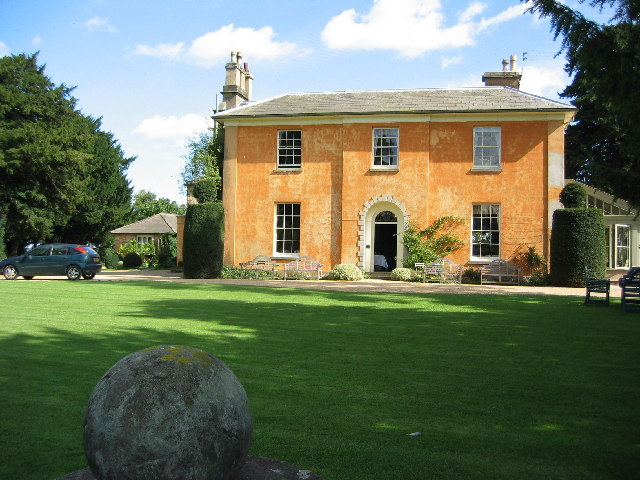
Langar Hall, Nottinghamshire

Il est le fils aîné de John Grobham Howe et fait ses études à Christ Church, Oxford où il reçoit une maîtrise le 8 septembre 1665. Son père est le député de Gloucestershire. Il est le frère de John Grubham Howe, Charles Howe et Emanuel Scrope Howe. Il est fait chevalier le 11 mars 1663.
De mars 1673 à juillet 1698, il siège au Parlement en tant que député du Nottinghamshire. Il est un whig sans compromis. Le 5 décembre 1678, il porte la procédure de destitution de William Howard (1er vicomte Stafford). En juin 1680, Howe, Lord Russell et d'autres se réunissent dans le but de présenter un exposé devant le grand jury de Middlesex contre le duc d'York parce qu'il est papiste, mais les juges en sont avisés et révoquent le jury avant que la présentation ne puisse être faite. Le 23 janvier 1685, il comparait devant le banc du roi et plaide non coupable de l'allégation de parole contre le duc d'York. Howe fait une humble soumission et le lendemain, l'acte d'accusation est retiré.
Il prend part à la Glorieuse Révolution et, avec le comte de Devonshire à Nottingham se déclare pour Guillaume d'Orange en novembre 1688. En 1693, il est fait arpenteur général des routes et la même année, il est nommé à la place d'Elias Ashmole, contrôleur des comptes de l'accise, poste qu'il semble avoir ensuite vendu à Edward Pauncfort.
Le 16 mai 1701, il est créé vicomte Howe et baron Glenawley dans la pairie irlandaise, ce qui ne lui donne pas le droit d'entrer à la Chambre des lords. Il représente de nouveau le Nottinghamshire au Parlement de Grande-Bretagne de 1710 à sa mort.
Il décède en 1713 et son fils survivant Emanuel Howe (2e vicomte Howe), lui succède.

## Famille
En 1674, il épouse Anne Manners, fille de John Manners (8e comte de Rutland). Ils ont trois enfants :
- John Howe, mort jeune
- Anabella Howe (1674-1720), épouse George Golding de Poslingford en 1706
- Margaret Howe, mariée au capitaine Mugg

En 1698, il se remarie avec Juliana Alington (décédée le 10 septembre 1747), fille de William Alington (3e baron Alington), dont il a quatre enfants
- Emanuel Howe (2e vicomte Howe) (1700-1735)
- Mary Howe (décédée le 12 septembre 1749), mariée d'abord à Thomas Herbert (8e comte de Pembroke) et en secondes noces à John Mordaunt (député)
- Judith Howe (décédée le 2 juillet 1780), mariée à Thomas Page de Battlesden, fils de Gregory Page (1er baronnet)
- Anne Howe, mariée col. Charles Mordaunt, fils de Lewis Mordaunt et petit-fils de John Mordaunt (1er vicomte Mordaunt)